# Corydalis juncea
Corydalis juncea är en vallmoväxtart som beskrevs av Nathaniel Wallich. Corydalis juncea ingår i släktet nunneörter, och familjen vallmoväxter. Inga underarter finns listade i Catalogue of Life.